# Ongon (Sükhbaatar)
Le sum d'Ongon (mongol : ᠣᠩᠭ᠋ᠤᠨ
ᠰᠤᠮᠤ, cyrillique : Онгон сум, MNS : Ongon sum) est situé dans l'aïmag (ligue) de Sükhbaatar, en Mongolie. Sa population était de 3 646 habitants en 2009.